# 巴依卡·凯力迪别克
巴依卡·凯力迪别克（1952年5月—），塔吉克族，新疆塔什库尔干人，中华人民共和国护边员，中国共产党党员。

## 简介
1972年，巴依卡·凯力迪别克接替父亲凯力迪别克·迪力达尔，开始为边防军人担任向导，直至2004年将职责交给儿子拉齐尼·巴依卡。曾被评为全国“民族团结进步模范个人”、全国“双拥模范先进个人”、“全国爱国拥军模范”、自治区“双拥模范先进个人”。
2024年9月，获“人民卫士”国家荣誉称号。